# Икономическа общност на западноафриканските държави
Икономическата общност на западноафриканските държави (на английски: The Economic Community of West African States, ECOWAS) е регионален съюз на държавите от Западна Африка. Щабквартирата се намира в Абуджа (Нигерия). Официалните езици са: френски, английски и португалски.

## История
Организацията е създадена на 28 май 1975 г., когато 16 държави от Западна Африка подписват Договора от Лагос. Целта е икономическа интеграция на държавите от региона. През 2004 г. министрите на отбраната от общността решават да създадат до 2010 г. боеспособен умиротворителен контингент, в който влизат 1500 военни в постоянна готовност и 5000 военни в основна миротворна бригада.
ECOWAS състои от 15 страни (Бенин, Буркина Фасо, Гамбия, Гана, Гвинея, Гвинея-Бисау, Кот д'Ивоар, Кабо Верде, Либерия, Мали, Нигер, Нигерия, Сенегал, Сиера Леоне, Того). През 2000 г. съставът на Икономическата общност на западноафриканските държави напуска Мавритания.
Най-висок политически орган е ECOWAS. Който се състои от Конференция на главните държави и правителството на държави членки /напоследък се провеждат не по-малко от две годишно/.
Седалището на комисията на ECOWAS е в Абуджа (Нигерия). В състава на Комисията влизат десет представители на държавите членки на Общността.
В рамките на Общността функционират Парламента, Съдебната палата на ECOWAS, Икономическия и социалния Съвет, Инвестиционна банка на развитието.
Създадени са специализирани Комисии: по търговия, митници, имиграционна и финансова политика; индустрия, селско стопанство и природните ресурси; транспорта, телекомуникации и енергетика; по култура и социалното осигуряване.
Нигер, Мали и Буркина Фасо обявяват, че напускат организацията на 28 януари 2024 г., безпрецедентно събитие от създаването на ECOWAS, твърдейки по-специално липса на помощ от страна на организацията в лицето на тероризма и обвинявайки я, че е под контрола на влияние на чужди сили.

## Държави членки
Държави членки
- Бенин (1975)
- Буркина Фасо (1975)
- Гамбия (1975)
- Гана (1975)
- Гвинея (1975)
- Гвинея-Бисау (1975)
- Кабо Верде (1976)
- Кот д'Ивоар (1975)
- Либерия (1975)
- Мали (1975)
- Нигер (1975)
- Нигерия (1975)
- Сенегал (1975)
- Сиера Леоне (1975)
- Того (1975)

Напуснали
- Мавритания (1975; напуска през 2000)

## Секретари
- Абоубакар Диаби Уатара (Кот д'Ивоар) януари 1977 – 1985
- Момоду Муно (Сиера Леоне) 1985 – 1989
- Абас Бунду (Сиера Леоне) 1989 – 1993
- Едуард Банджамин (Гвинея) 1993 – 1997
- Лансана Кайе (Гвинея) септември 1997 – 31 януари 2002
- Мохамад Ибн Чамбас (Гана) 1 февруари 2002 – настояще

## Президенти
- Гнасингбе Ейадема (Того) 1977 – 1978
- Олусегун Обасанйо (Нигерия) 1978 – 1979
- Леополд Седар Сенгхор (Сенегал) 1979 – 1980
- Гнасингбе Ейадема (Того) 1980 – 1981
- Сиака Стивънс (Сиера Леоне) 1981 – 1982
- Матю Керекоу (Бенин) 1982 – 1983
- Ахмед Кеку Туре (Гвинея) 1983 – 1984
- Лансана Конте (Гвинея) 1984 – 1985
- Мухамаду Бухари (Нигерия) 1985 – 27 август 1985
- Ибрахим Бабангида (Нигерия) 27 август 1985 – 1989
- Давда Явара (Гамбия) 1989 – 1990
- Блайсе Компаоре (Буркина Фасо) 1990 – 1991
- Давда Явара (Гамбия) 1991 – 1992
- Абду Диоф (Сенегал) 1992 – 1993
- Найкефор Согло (Бенин) 1993 – 1994
- Джери Джон Роулингс (Гана) 1994 – 27 юли 1996
- Сани Абача (Нигерия) 27 юли 1996 – 8 юни 1998
- Абдулсалами Абубакар (Нигерия) 9 юни 1998 – 1999
- Гнасингбе Ейадема (Того) 1999
- Алфа Омар Конаре (Мали) 1999 – 21 декември 2001
- Абулайе Ваде (Сенегал) 21 декември 2001 – 31 януари 2003
- Джон Агйекум Куфор (Гана) 31 януари 2003 – 19 януари 2005
- Мамаду Тандя (Нигер) 19 януари 2005 – настояще

## Основните цели и структура за развитие
Структура
Най-висша власт на управление е Конференцията на държавите и правителствата. Също така ECOWAS има Парламент, Съдебна палата, ИкоБАНК, Икономически и социален съвет, комисия (по търговия, митническа политика и т.н.)
Цели
- борба с бедността;
- осигуряване на мир и сигурност в „горещите точки“ (Либерия, Гвинея-Бисау), борба с престъпността и незаконно разпространение на леко въоръжение, контрабанда и разоръжение. Създадена е Група по мониторинг.

Направено
- създадена е транспортна и енергийна инфраструктура (строителство на железопътни линии, магистрали, газопровод);
- мораториум на импорт, експорт и производство на леко въоръжение;
- въведени са туристически чекове, които се приемат във всяка банка на Общността на стойност 5, 10, 20, 50 и 100.

В перспектива
- създаване на федерация на западноафриканските държави;
- въвеждане на един паспорт (едно гражданство);
- въвеждане на единна валута „ико“;
- стандартизиране на дипломи;
- морска, наземна и риболовна инфраструктура (създаване на енергиен басейн).

Основни прегради към развитието
- основна пречка – отсъствие на ефективна система за плащане;
- несъгласувани митнически инструкции (които довеждат до контрабанда);
- повечето изисквания на съюза са трудно достижими за повече-то държави;
- няма стабилност в политиката;
- граждански войни;

## Дейност на ECOWAS
Дейността ECOWAS – играе голяма роля в общоафриканските интеграционни процеси. В голяма перспектива се слага задачата на образованието и на негова база въвеждане на единни паспорти (вече е започнато издаването на такива паспорти на гражданите на държавите членки).
Осъществяват се редици съвместни програми, по либерализации на вътрешната търговия с въвеждане на единни тарифни ставки, развитие на селското стопанство, индустрията, междугранични транспотни и енергийни инфраструктури. Разработват се перспективни проекти за изграждане на нов железен път (от Лагос до Дакар по крайбрежието на Атлантиката, от Абиджан до Дакар чрез Бамако и от Уагадугу до Ниамей). Най-големия реализуем проект е – изграждането на транснационалната магистрала от Лагос (Нигерия) до Нуакшот (Мавритания). Работата се провежда при голяма финансова подкрепа на АфБР, ВБ, ЕС и редица западни държави. Започнато е строителството на газопровода Нигерия – Того – Бенин – Гана. Одобрена е програмата „Западноафриканския Power Pool“, която прдвижда изграждане на нови електроцентрали и далекопроводи. Утвърден е плана за създаване на авиокомпания ECOWAS – „ECOAIR“
Взето е решение за свързване на икономическата политика на ECOWAS с целите и задачите на програмата „Ново дружество за развитие на Африка“/НДРА/. Общността възнамерява да играе ключова роля в координирането и „придружаването“ на планираните проекти в рамките на НДРА за Западна Африка.
Постигнати са споразумения за вътрешно движение в Общността на работната сила, товари и услуги и въвеждане на единна валута на ECOWAS – „ико“. Започната е работа над Конвенция за стандартизиране на дипломи и сертификати за образование, разработва се единна младежка и полова политика, обща стратегия в борбата с бедността.
В същото време съществените разлики в нивата на развитието на новопостъпилите в Общността на държавите и осъществяването на имиграционни връзки в рамките ѝ се сблъскват с редица значителни затруднения. Освен това, държави членки на ECOWAS имат сходни стопански структури, ориентирани предимно към експорт на суровини. Капацитета на собствените си национални пазари на западноафриканските държави е ограничен, заради недоразвитата промишлена и транспортна индустрия.
В дейността на ECOWAS голямо внимание се обръща на проблемното обезпечение на света и сигурността в подрегионите. Не по-малко внимание е обърнато за нормализиране на ситуацията в „горещите точки“, предотвратяване на конфликти, борба с трансграничната престъпност и незаконно разпространение на малки и леки въоръжения (МЛВ). Общността взема под свой контрол конфликтите в Либерия, Сиера Леоне, Гвинея-Бисау, Кот д'Ивоар.
Създадената през 1990 г. мониторинг група на ECOWAS (ECOMOG) с течение на времето се е превърнала в постоянно действаща структура (традиционно се състои от нигерийски войници). EKOMOG се занимава с мониторинг на ситуациите в ECOWAS, примитивно разгръщане на силите, контрол за прекратяване на стрелби, разоръжаване и демобилизиране на бойците, постконфликтно строителство и провеждане на хуманитарни операции, спазване на санкции и ембарго, осъществяване на полицейски операции по контрабанда и организирана престъпност.
През 1999 г. беше приет Протокол за създаване на подрегионален Механизъм по предотвратяване, разрешаване и регулиране на конфликтите, с цел поддръжка на безопасност и мир. В съответствие с този протокол, създаден е Съвет по безопасност. След 2002 г. членовете на Съвета са Буркина Фасо, Гана, Гвинея, Либерия, Мали, Нигер, Нигерия, Сенегал, Сиера Леоне, Того. Постигнат е договор за формиране на Механизма на специалния Комитет по антитерористическа дейност.
От 1998 г. държавите на ECOWAS спазват първоначалния въведен за 3 години мораториум на експорт, импорт и производство на малки и леки въоръжения (МЛВ) в Западна Африка.
През юни 2006 г. в Абиджан беше подписана конвенция ECOWAS за производство и търговия на МЛВ. Обаче документът е ратифициран само от осем държави членки на ECOWAS (за да влезне в сила Конвенцията необходима е ратификация от 9-те държави членки). Държавите на Общността създадоха група ECOWAS по леко въоръжение, приета е 5-годишна програма. Но все пак, контрола на търговията на МЛВ остава неефективен. Също так създават групи миротворци в които ще влязат силите за постоянна готовност (СПГ). Подготовката им ще се провежда на основата на подготовката на войниците на ООН.
През 2007 г. Общността е реорганизирана. Изпълнителният секретариат е преобразуван в Комисия на ECOWAS, утвърдени са 7 длъжности отговарящи за администрацията и финансите, селското стопанство, околната среда и водните ресурси, хуманитарно развитие, инфраструктура, макроикономическа политика, мир и сигурност, търговия, митници и свободно придвижване на хората.
През 2009 г. Гвинея е отстранена от Общността поради незаконно властване на военните в държавата.
Основни външни партньори на ECOWAS са ПРООН, ВБ, ЕС, а също така Германия, Франция, САЩ, Канада и Япония.